# Хламида
Хлами́да, хлами́с (др.-греч. χλαμύς) — у древних греков мужская верхняя одежда, изготовлявшаяся из шерстяной ткани и отличавшаяся от прямоугольного гиматия меньшими размерами и покроем. Хламида представляла собой продолговатую мантию, которая накидывалась на шею короткой стороной, причём застёжка укреплялась или на груди, или на правом плече. Хламида считалась северно-греческой (фессалийской и македонской) одеждой, но, со временем, употребление её сделалось повсеместным. Хламиду носили спартанцы и афинские эфебы (в возрасте до 20 лет), а также во всех греческих государствах охотники, путешественники, верховые ездоки и солдаты. Хламида выкраивались из различных сортов материй, одноцветных и пёстрых, и украшались разнообразными узорами и рисунками. Так, хламида эфебов была жёлтого и шафранного цвета, солдат — красная, актёров — расшитая золотом. У римлян хламида вошла в моду при императорах: Калигула носил хламиду, расшитую золотом, Каракалла — расшитую серебром, Александр Север — хламиду ярко-красного цвета.

## Галерея
- Гермес с хламидой
- Торс с хламидой, возможно, Александра
- Юноша с хламидой (римлянин, II век нашей эры)
- Модель в воссоздании XIX века
- Юстиниан I и министры носят ранневизантийские церемониальные хламиды, мозаика Равенны
- В базилике Сант-Аполлинаре-ин-Классе в Равенне император Константин IV Погонат носит хламиду, похожую на хламиду Юстиниана I, тёзку его сына и преемника.
- На реверсе этого солида Льва V Армянина сын императора Константин носит церемониальную хламиду, 813-820 гг.
- Император XI века носит хламиду, как и трое его чиновников
- Слоновая кость Романа, XI век, с редкой женской хламидой и императором в костюме лороса